# Cheilotrichia (Empeda) tenuifurca
Cheilotrichia (Empeda) tenuifurca is een tweevleugelige uit de familie steltmuggen (Limoniidae). De soort komt voor in het Palearctisch gebied.